# Frederick Arthur Monk
Frederick Arthur Monk (né le 16 juillet 1884 à Montréal, mort le 16 février 1954 à Montréal), aussi connu comme Fred Monk, est un homme politique québécois. Il a été député du district électoral de Jacques-Cartier à l'Assemblée législative du Québec de 1935 à 1936.

## Biographie
Il est le fils de Frederick Debartzch Monk, avocat et député conservateur à la Chambre des communes du Canada, et de Marie-Louise-Denise Sénécal. Il étudie notamment à l'université McGill. Il épouse Mabel Kathleen Whitley le 19 octobre 1911, à Montréal. Il est gérant de district à Lachine pour la compagnie Bell.

### Politique
Lors de l'élection générale québécoise du 25 novembre 1935, F.A. Monk est le candidat de l'Action libérale nationale (ALN) et il est élu député du district électoral de Jacques-Cartier à l'Assemblée législative du Québec, l'emportant sur le candidat du Parti libéral, Albert-Roni Demers.
Au mois de juin 1936, peu avant que survienne la rupture politique entre Paul Gouin et Maurice Duplessis, chefs des deux partis d'opposition qui avaient allié leurs forces à l'occasion de l'élection de 1935, Duplessis invite presque tous les députés membres de la coalition à un caucus à Sherbrooke, mais il n'y invite pas Gouin, ni Monk, qu'il sait fidèle à Gouin. Ainsi, Monk fait partie des quelques députés de l'ALN qui ne se joignent pas à Duplessis, alors que la plupart des autres députés de l'ALN transfèrent alors leur allégeance à Duplessis, qui consolide ainsi définitivement sa position de seul chef de l'Union nationale.
Lors de l'élection générale du 17 août 1936, Monk se présente cette fois comme candidat indépendant (libéral indépendant) dans Jacques-Cartier. Le Parti libéral l'appuie implicitement en ne présentant pas de candidat libéral officiel dans ce district. Lors de cette élection, Monk est défait par Anatole Carignan, maire de la ville de Lachine et candidat de l'Union nationale de Duplessis.
De 1940 à sa mort en 1954, Monk est employé de l'Assemblée législative du Québec.
Il est inhumé au Mount Royal Cemetery, à Montréal, le 19 février 1954.